# Urinoir

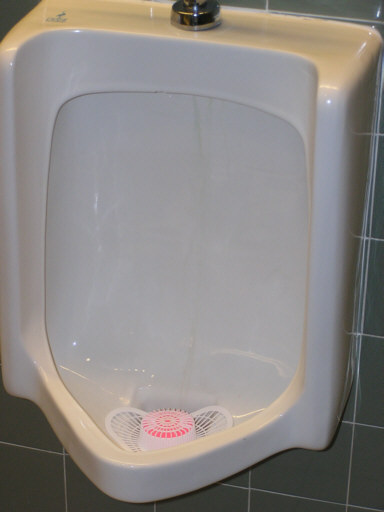
Urinoir de la marque Crane Plumbing.

 (septembre 2018).
Si vous disposez d'ouvrages ou d'articles de référence ou si vous connaissez des sites web de qualité traitant du thème abordé ici, merci de compléter l'article en donnant les références utiles à sa vérifiabilité et en les liant à la section « Notes et références ».
Un urinoir , aussi appelé pissotière, ou pissoir en Suisse, est une installation sanitaire destinée à être utilisée pour uriner, en position debout, et par extension un édicule, appelé également vespasienne, disposé sur la voie publique ou dans un lieu public.

## Intérêts
Les urinoirs sont généralement installés à la place de toilettes assises pour plusieurs raisons, entre autres :
- une plus grande rapidité d'utilisation
- une plus faible occupation de l'espace
- une plus grande simplicitié de nettoyage
- une plus faible consommation d'eau

En permettant la séparation de l'urine l'urinoir présente l'intérêt de permettre une réutilisation des nutriments contenu dans l'urine de façon beaucoup plus aisé et efficace que sur des toilettes non-séparatif.

## Chasse d'eau
La plupart des urinoirs intègrent un système de chasse d'eau pour rincer l'urine de la cuvette de l'urinoir afin de prévenir les mauvaises odeurs. La chasse d'eau peut être déclenchée par l'une de ces méthodes :

### Poignées manuelles

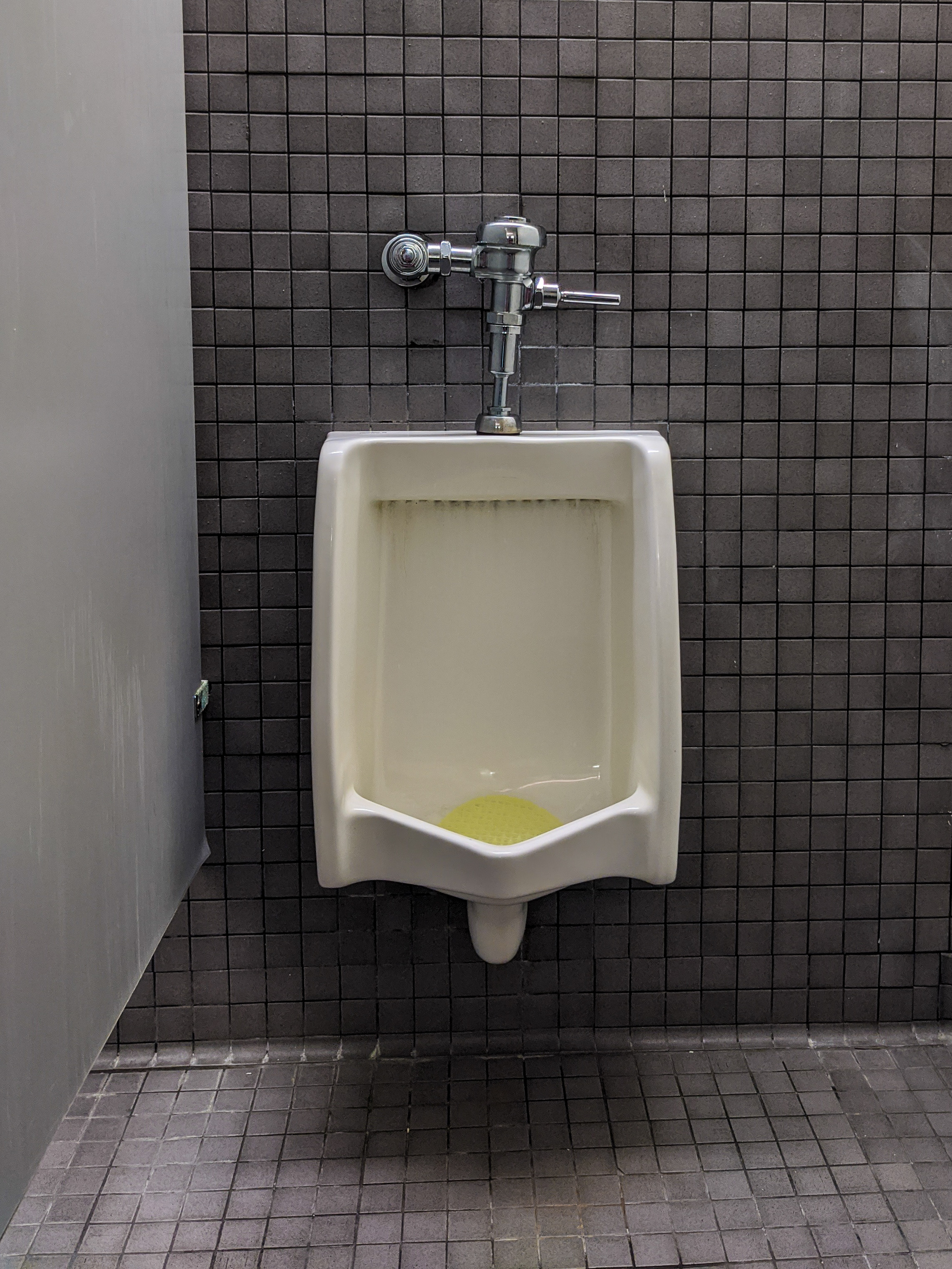
Chasse d'eau manuelle.

Ce type de chasse d'eau pourrait être considéré comme la norme aux États-Unis. Chaque urinoir est équipé d'un bouton ou d'un levier court pour activer la chasse d'eau, les utilisateurs étant censés l'actionner en sortant. Un tel système à contrôle direct est le plus efficace, à condition que les clients n'oublient pas de l'utiliser. Ceci est cependant loin d'être certain, souvent à cause de la peur de toucher la poignée, située trop haut pour donner un coup de pied. Les urinoirs équipés de systèmes de chasse d'eau activés par le pied se trouvent parfois dans les zones à fort trafic ; ces systèmes disposent d'un bouton encastré dans le sol ou d'une pédale murale à hauteur de cheville. L'Americans with Disabilities Act exige que les robinets de chasse d'eau ne soient pas montés à plus de 44 pouces (110 cm) AFF (au-dessus du sol fini). De plus, l'urinoir ne doit pas être monté à plus de 17 pouces (43 cm) AFF et avoir un rebord effilé et allongé et dépassant d'au moins 14 pouces (36 cm) du mur. Cela permet aux utilisateurs en fauteuil roulant de chevaucher le rebord de l'urinoir et d'uriner sans avoir à « arc » le flux d'urine vers le haut.

### Chasse d'eau commandée par la porte
Il s'agit d'une ancienne méthode de chasse automatique économe en eau, qui ne fonctionne que lorsque les toilettes publiques ont été utilisées. Un interrupteur est monté dans le cadre de la porte et déclenche la vanne de chasse pour tous les urinoirs chaque fois que la porte est ouverte. Bien qu'il ne puisse pas détecter l'utilisation d'urinoirs individuels, il fournit une action de rinçage raisonnable sans gaspiller des quantités excessives d'eau lorsque les urinoirs ne sont pas utilisés. Cette méthode nécessite un ferme-porte automatique à ressort, car le mécanisme de chasse ne fonctionne que lorsque la porte s'ouvre. Alternativement, un système de rinçage connecté à la porte peut compter le nombre d'utilisateurs et fonctionner lorsque le nombre d'événements d'ouverture de porte atteint une certaine valeur. La nuit, la porte ne s'ouvre jamais, donc la chasse d'eau ne se produit jamais.

### Rinçage synchronisé

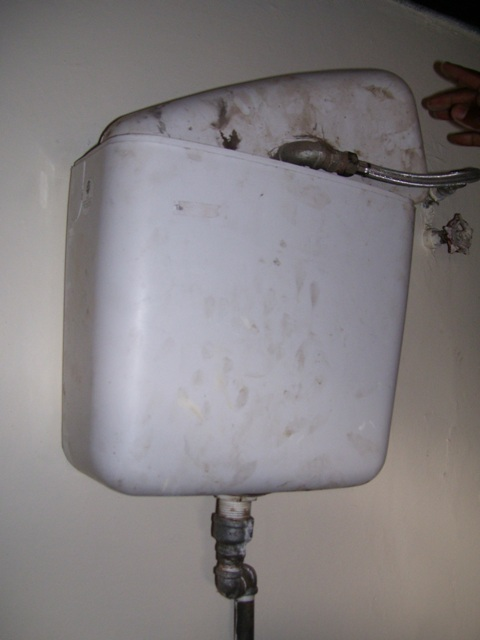
Un réservoir d'urinoir.

En Allemagne, au Royaume-Uni, en France, en république d'Irlande, à Hong Kong et dans certaines régions de Suède et de Finlande, les poignées de chasse d'eau manuelles sont inhabituelles. Au lieu de cela, le système traditionnel est une chasse d’eau temporisée qui fonctionne automatiquement à intervalles réguliers. Des groupes d'urinoirs seront connectés à un réservoir supérieur, qui contient le mécanisme de synchronisation. Un robinet remplit lentement le réservoir jusqu'à ce qu'un point de basculement soit atteint, lorsque la vanne s'ouvre (ou qu'un siphon commence à vider le réservoir) et que tous les urinoirs du groupe sont vidés. Des contrôleurs électroniques remplissant la même fonction sont également utilisés.
Ce système ne nécessite aucune action de la part de ses utilisateurs, mais il génère un gaspillage d'eau lorsque les toilettes sont utilisées de manière irrégulière. Cependant, dans ces pays, les utilisateurs sont tellement habitués au système automatique que les tentatives d'installation de chasses d'eau manuelles pour économiser l'eau échouent généralement. Les utilisateurs les ignorent non pas par paresse délibérée ou par peur d'une infection, mais parce que l'activation de la chasse d'eau n'est pas habituelle.
Pour aider à réduire la consommation d'eau lorsque les toilettes publiques sont fermées, certaines toilettes publiques avec chasse d'eau programmée utilisent une vanne d'eau électrique connectée à au réservoir, et se remplira uniquement si un détecteur infrarouge détecte l'utilisation des urinoirs.

### Rinçage automatique

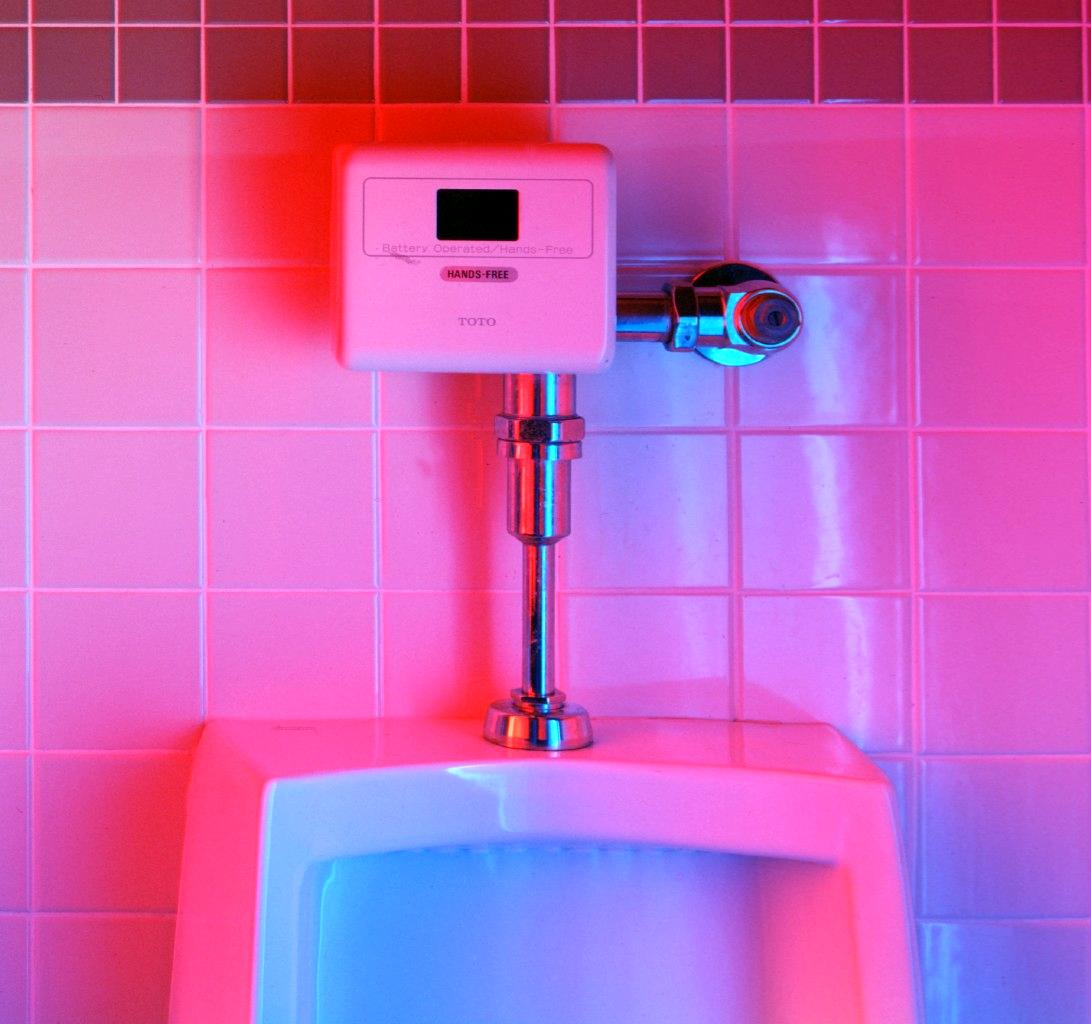
Exemple d'une chasse d'eau automatique.

Les chasses d'eau automatiques électroniques résolvent les problèmes des approches précédentes et sont courantes dans les nouvelles installations. Un détecteur infrarouge identifie quand l'urinoir a été utilisé, en détectant quand quelqu'un s'est tenu devant lui et s'est éloigné, puis active la chasse d'eau. Il y a généralement aussi un petit bouton, pour permettre un rinçage manuel en option.
Des installations de chasse automatique peuvent être installées sur les systèmes existants. Les vannes actionnées par poignée d'un système manuel peuvent être remplacées par une vanne électronique autonome conçue de manière appropriée, souvent alimentée par batterie pour éviter d'avoir à ajouter des câbles. Les installations à chasse temporisée plus anciennes peuvent ajouter un dispositif qui régule le débit d'eau vers la citerne en fonction de l'activité globale détectée dans la pièce. Cela ne permet pas un véritable rinçage automatique par luminaire, mais son ajout est simple et peu coûteux car un seul périphérique est requis pour l'ensemble du système.
Pour éviter un déclenchement intempestif de la chasse d'eau automatique, la plupart des détecteurs infrarouges exigent qu'une présence soit détectée pendant au moins dix secondes, par exemple lorsqu'une personne se tient devant. Cela empêche toute une série de chasses d'eau automatiques de se déclencher successivement si quelqu'un passe devant elles. Le mécanisme de rinçage automatique attend également généralement que la présence soit hors de portée du capteur avant de procéder au rinçage. Cela réduit la consommation d'eau, par rapport à un capteur qui déclencherait une action de rinçage continue tout au long de la détection d'une présence.

## Généralités
Les urinoirs peuvent contenir un bloc désodorisant contenu dans un récipient en plastique. Une grille a aussi pour fonction d'empêcher des objets solides comme des cigarettes ou du papier de boucher les plomberies.
En 1917 cet objet a été transformé en œuvre d'art sous le titre de Fontaine par Marcel Duchamp.
Des urinoirs pour femmes, appelés urinettes, sont disponibles depuis peu mais le marché semble être très limité.
Curieusement le nom allemand pour cet objet est Pissoir qui, bien que d'origine française, n'existe plus dans notre langue. Le même mot est utilisé dans toutes les familles des langues slaves, ainsi que le turc.

## Urinoir sans eau

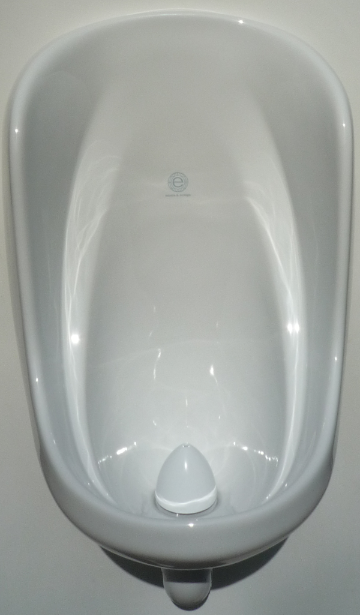
Urinoir sans eau en céramique.

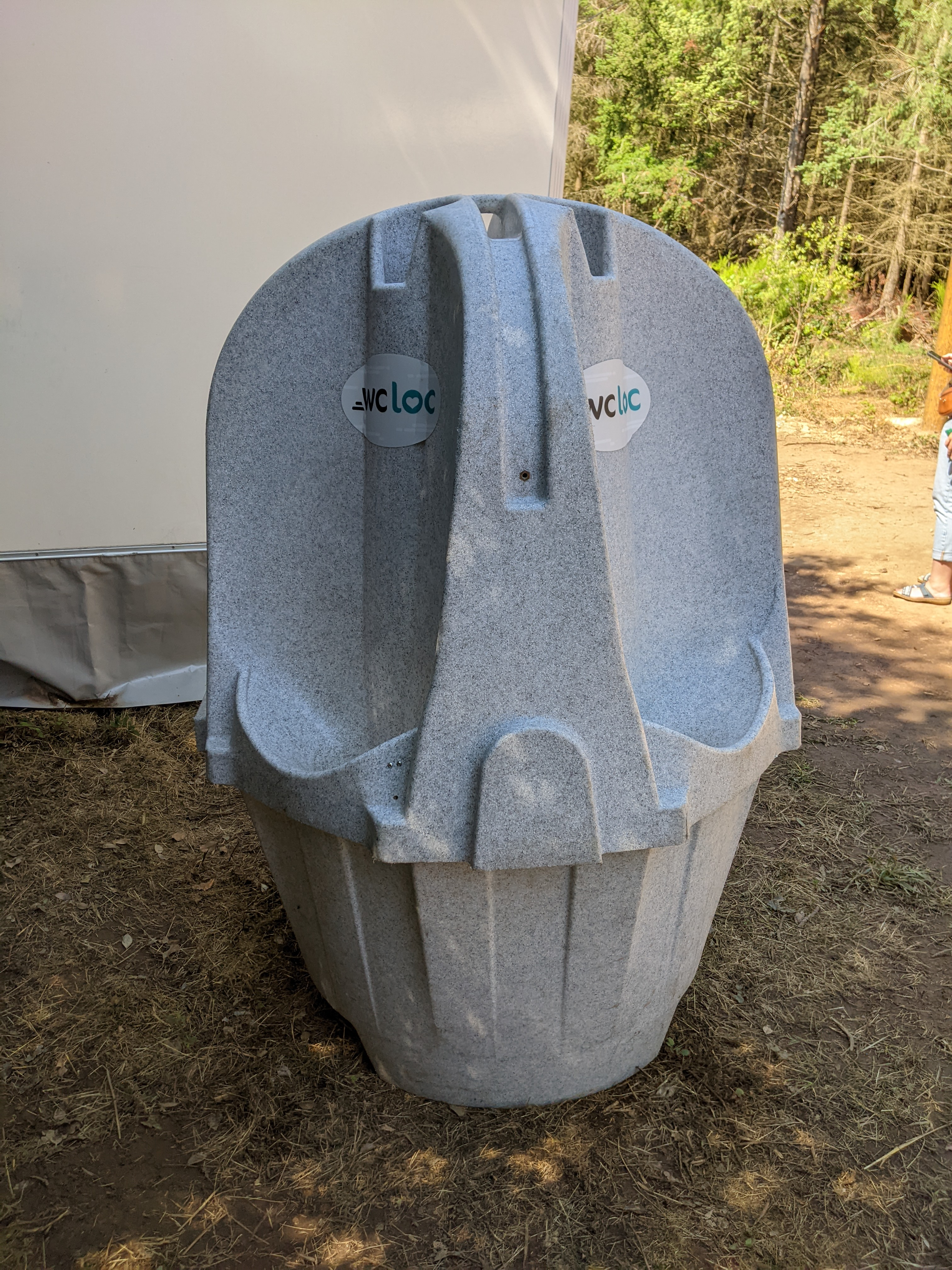
Urinoir mobile de festival.

Le système consiste en un siphon contenant un « liquide occlusif », plus léger que l'urine, la recouvrant donc, ce qui évite le contact entre l'urine et l'air. Ceci empêche les mauvaises odeurs. Le système peut être aussi une membrane en silicone. Ce dispositif a pour but d'économiser une part importante de la consommation d'eau, ainsi que les frais d'assainissement pour les collectivités.
L'urinoir sans eau à membrane est un système qui transforme l'urinoir à eau en urinoir sans eau. Le système sans eau est composé d'un système qui remplace la bonde traditionnelle d'un urinoir classique à eau, la valve qui s'insère dans le système remplace le siphon, et l'ogive contenant un gel anti-bactérien et parfumant fait office d'eau.
La valve en silicone appelée plus communément membrane fonctionne de la manière suivante : une fois que l'urine circule dans l'urinoir, la valve s'écarte et se referme après chaque passage. Elle évite donc la remontée des mauvaises odeurs.
L'ogive, une partie visible au fond de l'urinoir permet de diffuser un léger parfum agréable pour l'utilisateur. De plus l'ogive rend l'urinoir totalement hygiénique.
Il existe également un autre type d’urinoir sans eau et sans odeur où un système d’aspiration est intégré dans l’urinoir. Les odeurs de la crépine sont aspirées et renvoyées dans la décharge de l’urinoir.
Un autre type d'urinoir est celui mobile, utilisé pour des festivals, en plastique et sans eau.

## Urinoirs féminins
Lorsque sont apparues les toilettes publiques, on y a placé à l'occasion des urinoirs pour femmes, mais l'effort n'a pas été poursuivi, du fait de la faible considération apportée aux femmes au début du XXe siècle. Alors que les urinoirs pour hommes sont généralisés dans les toilettes publiques, les urinoirs spécialement conçus pour être utilisés par des femmes ne représentent qu'une niche de marché. 
C'est au XXIe siècle que l'exploitation commerciale des urinoirs féminins débute véritablement, et leur diffusion ne cesse de croître en raison de leurs avantages : utilisation rapide et hygiénique, consommation d'eau plus restreinte et gain de place. 
(Mais l'utilisatrice qui ne souhaite pas utiliser un urinoir peut toujours recourir à un siège dans des toilettes classiques.)
Les modèles proposés aujourd'hui se ressemblent beaucoup sur le plan de la conception et ils reprennent la forme et l’organisation des urinoirs pour hommes, en les adaptant à l'anatomie féminine. Les modèles contemporains sont prévus pour une utilisation en position fléchie légèrement adaptée, dite « de la skieuse ». C'est celle que les femmes prennent spontanément dans les toilettes publiques lorsque celles-ci ne sont pas propres.
Trois modèles sont présents sur le marché : le « Lady P » de Sphinx Sanitair, le « Lady Loo » de GBH et le « Girly » de Catalano. Avec ce dernier modèle, il n'y aurait aucun contact, grâce à la forme innovante de la vasque ; une publicité en allemand assure qu'il peut servir pour les deux sexes : « Das Girly System ist speziell für Sie gedacht. Aber auch für Ihn » (avec un jeu de mots intraduisible). Comme urinoir unisexe, par exemple à la maison, il a été récompensé par plusieurs prix pour son design.
L'utilisatrice peut soit se placer dos à l'urinoir en position semi-accroupie, soit se tenir debout, face à l'urinoir. 

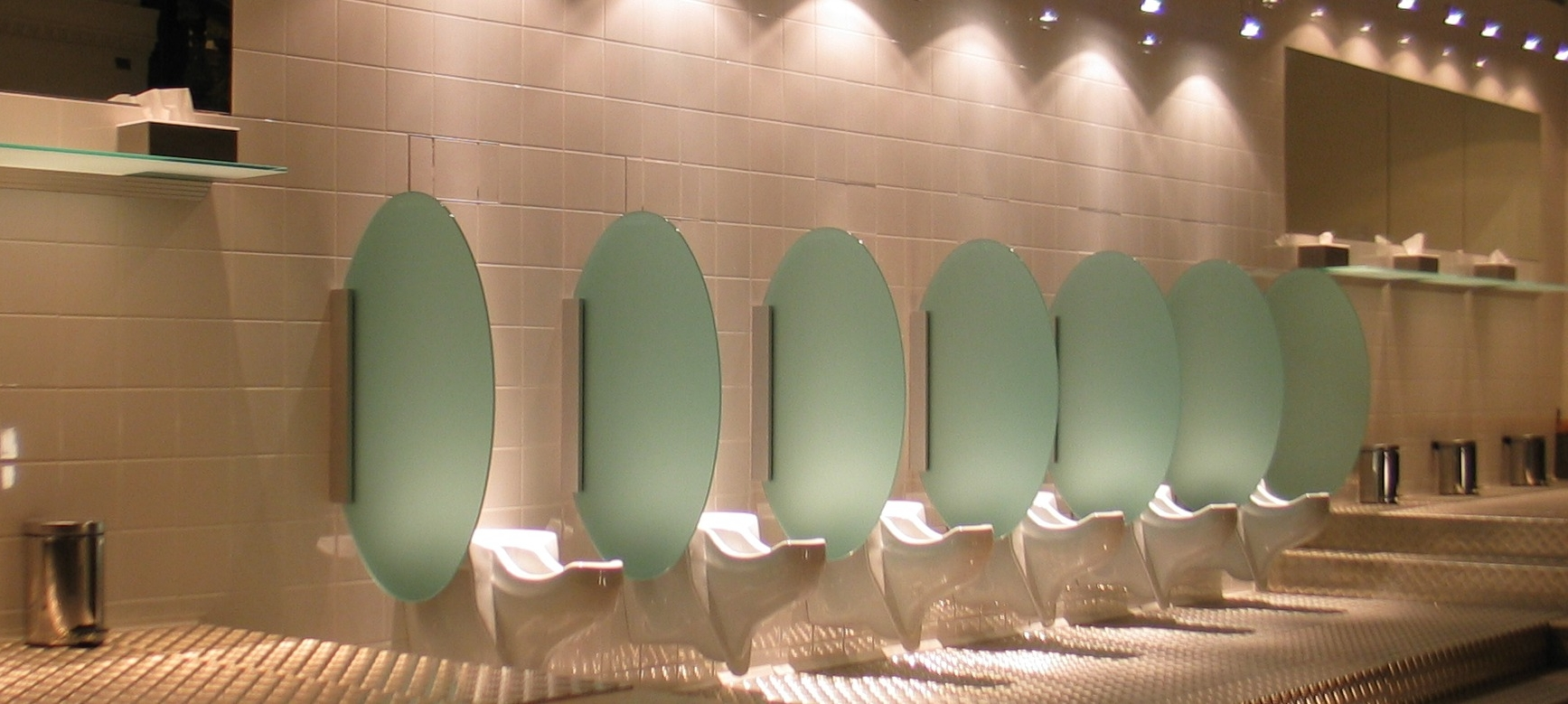
Rangée d'urinoirs féminins

Dans une salle, les urinoirs peuvent être disposés de deux manières différentes : 
1. en rangées (généralement avec une cloison de séparation, qui protège des regards latéraux), ou
2. dans des cabines, comme pour des toilettes classiques. Dans ce cas, il n'y a plus de gain de place.

La disposition en cabines reste assez souvent en usage, les femmes pouvant ressentir de la gêne avec la disposition en rangées. 
Les urinoirs féminins sont particulièrement adaptés aux situations de forte affluence, comme dans les discothèques, les clubs, les festivals et autres salles de congrès.